# ダリア・シャホロドスカ
ダリア・ヴャチェスラヴィヴナ・シャホロドスカ（ウクライナ語: Дар'я В'ячеславівна Шаргородська,ラテン文字転写: Daria Vjatjeslavivna Sharhorodska, 2002年4月11日 - ）は、ウクライナの女子バレーボール選手。ウクライナ代表。

## 来歴

### クラブチーム
ビーラ・ツェールクヴァ出身。2018年、Khimik Yuzhnyに入団。3年間在籍しウクライナ国内リーグでは優勝1回、準優勝1回、ウクライナカップで優勝1回の成績を残した。2021年、Alantaへ移籍し1年間プレーした。2022年、SC Prometeyへ移籍し、2023/24シーズンのウクライナ国内リーグでは優勝に貢献した。2024年、カザフスタンのVC Zhetysuへ移籍し、2024/25シーズンのカザフスタンリーグで優勝を果たし、自身はベストセッター賞を受賞した。同年4月のアジアチャンピオンズリーグでは金メダルを獲得し、大会のベストセッター賞を受賞した。

### 代表チーム
アンダーカテゴリーの代表として2018年、U-17欧州選手権に出場した。2019年、シニア代表に初選出される。2021年、欧州選手権に出場した。2023年、ヨーロッパゴールデンリーグで金メダルを獲得した。同年9月のパリ五輪予選に出場した。2025年、ヨーロッパゴールデンリーグで金メダルを獲得し、ベストセッター賞を受賞した。

## 球歴
- 欧州選手権 - 2019年、2021年、2023年
- ヨーロッパリーグ - 2019年、2021年、2022年、2023年、2024年、2025年
- チャレンジャーカップ - 2023年
- パリ五輪予選 - 2023年

## 受賞歴
- 2019年 - ヨーロッパゴールデンリーグ ベストセッター
- 2024年 - ウクライナカップ　ベストセッター
- 2025年 - カザフスタンリーグ　ベストセッター
- 2025年 - アジアチャンピオンズリーグ　ベストセッター
- 2025年 - ヨーロッパゴールデンリーグ ベストセッター

## 所属クラブ
- Khimik Yuzhny（2018-2021年）
- Alanta（2021-2022年）
- SC Prometey（2022-2024年）
- VC Zhetysu（2024年-）